# Nusinersen
Nusinersen – organiczny związek chemiczny z grupy oligonukleotydów, lek stosowany w leczeniu rzadkiej, genetycznie uwarunkowanej choroby neurologicznej, rdzeniowego zaniku mięśni (SMA). Wszedł do lecznictwa w grudniu 2016 roku i był pierwszym lekiem zatwierdzonym do leczenia tego schorzenia. Nusinersen ma w Stanach Zjednoczonych i Unii Europejskiej status leku sierocego.

## Mechanizm działania
Rdzeniowy zanik mięśni (SMA) jest spowodowany mutacjami utraty funkcji genu SMN1 (ang. survival of motor neuron 1), który koduje białko SMN. Bez tego białka nie jest możliwe przeżycie, ale osoby z SMA żyją dzięki niewielkiej ilości białka SMN wytwarzanego z genu SMN2. Przy mutacjach zarówno genu SMN1, jak i SMN2 dochodzi do wewnątrzmacicznej śmierci płodu.
Nusinersen jest oligonukleotydem antysensowym, w którym grupy 2′-hydroksylowe pierścieni rybozy są zastąpione grupami 2′-O-2-metoksyetylowymi (−O−CH
2CH
2OCH
3), a wiązania fosforanowe są zastąpione wiązaniami tiofosforanowymi. Lek moduluje splicing alternatywny genu SMN2, funkcjonalnie przekształcając go w gen SMN1, zwiększając w ten sposób poziom białka SMN w ośrodkowym układzie nerwowym.
Lek został opracowany przez przedsiębiorstwa Ionis Pharmaceuticals i Biogen na podstawie prac Adriana Krainera z Cold Spring Harbor Laboratory nad możliwością zwiększenia produkcji białka SMN z wykorzystaniem genu SMN2.
Okres półtrwania nusinersenu szacuje się na 135–177 dni w płynie mózgowo-rdzeniowym i 63–87 dni w osoczu krwi. Lek jest metabolizowany przez egzonukleazę i nie zależy od cytochromu P450. Główną drogą eliminacji nusinersenu i jego metabolitów prawdopodobnie są nerki.

## Zastosowanie medyczne
Nusinersen stosuje się w leczeniu rdzeniowego zaniku mięśni związanego z mutacją w genie SMN1. Jest podawany bezpośrednio do ośrodkowego układu nerwowego (OUN) za pomocą wstrzyknięcia dooponowego.
Wyniki badań klinicznych wskazują na wstrzymanie postępu choroby. U około 60% dzieci dotkniętych dochodzi do poprawy funkcji motorycznej.
Nusinersen jest dostępny w Polsce w ramach programu lekowego refundowanego przez Ministerstwo Zdrowia. Koszt pojedynczej iniekcji wynosi ponad 340 tys. złotych.

## Dawkowanie
Nusinersen stosuje się w postaci wstrzyknięć dooponowych, w dawce 12 mg. Wstrzyknięcia powtarza się w 14, 28 i 63 dniu, a następnie 1 raz co 4 miesiące.

## Preparaty
- Spinraza (Biogen Netherlands B.V., przedstawiciel podmiotu odpowiedzialnego w Polsce: Biogen Polska sp. z o.o.) – roztwór do wstrzykiwań[11][10]